# Friedhof Höchst
Der Friedhof Höchst ist einer der 37 kommunalen Friedhöfe in Frankfurt am Main. Er liegt in der Gemarkung des Stadtteils Unterliederbach und gehört zu den sechs Wahlfriedhöfen der Stadt. Der 1924 als Höchster Hauptfriedhof eröffnete Friedhof hat eine Fläche von 16,8 Hektar.

## Geschichte der Höchster Friedhöfe

### Der Kirchhof an der Justinuskirche

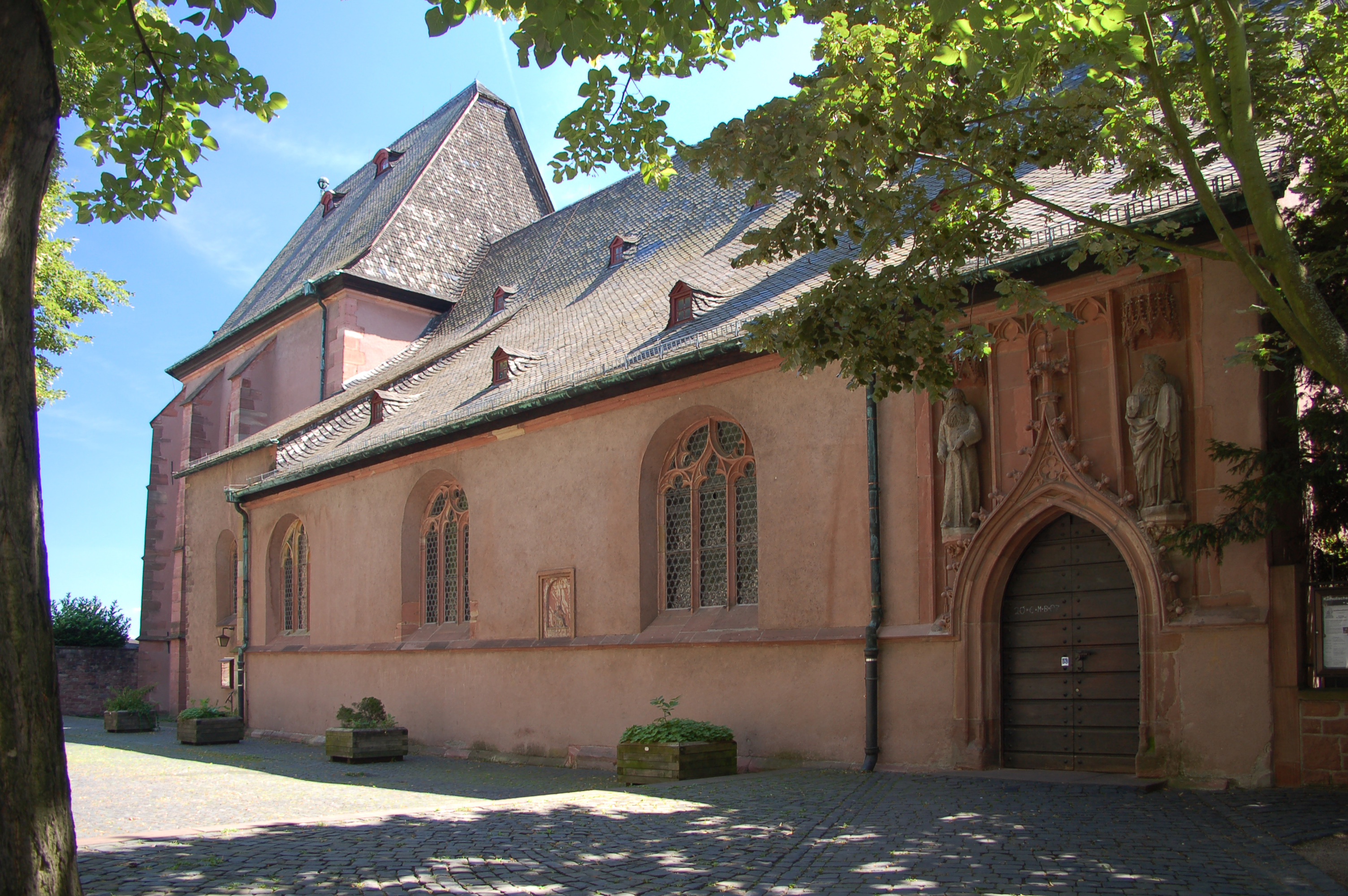
Kirchhof vor der Justinuskirche

Der ursprüngliche Friedhof der Stadt Höchst war seit dem Mittelalter der Platz um die Justinuskirche. Bestattet wurden in der Justinuskirche insbesondere Generalpräzeptoren und Chorherren des Antoniter-Ordens, zu deren Kloster die Kirche gehörte. Die Familien von Dalberg und von Kapp hatten Familiengrüfte in der Justinuskirche.
Nachdem bereits 1804 das Beinhaus an der Justinuskirche abgerissen worden war, wurde der Kirchhof 1810 aufgegeben. Er wurde in den Jahren 1930 bis 1932 im Rahmen der Renovierung der Kirche abgetragen und der Platz vor der Kirche gepflastert. Nur noch eine Pietà an der Nordfassade der Kirche, acht Grabplatten im Inneren der Kirche und einige verwitterte Grabsteine im Garten auf der Mainseite erinnern an die Begräbnisstätte.

### Der Luciuskirchhof

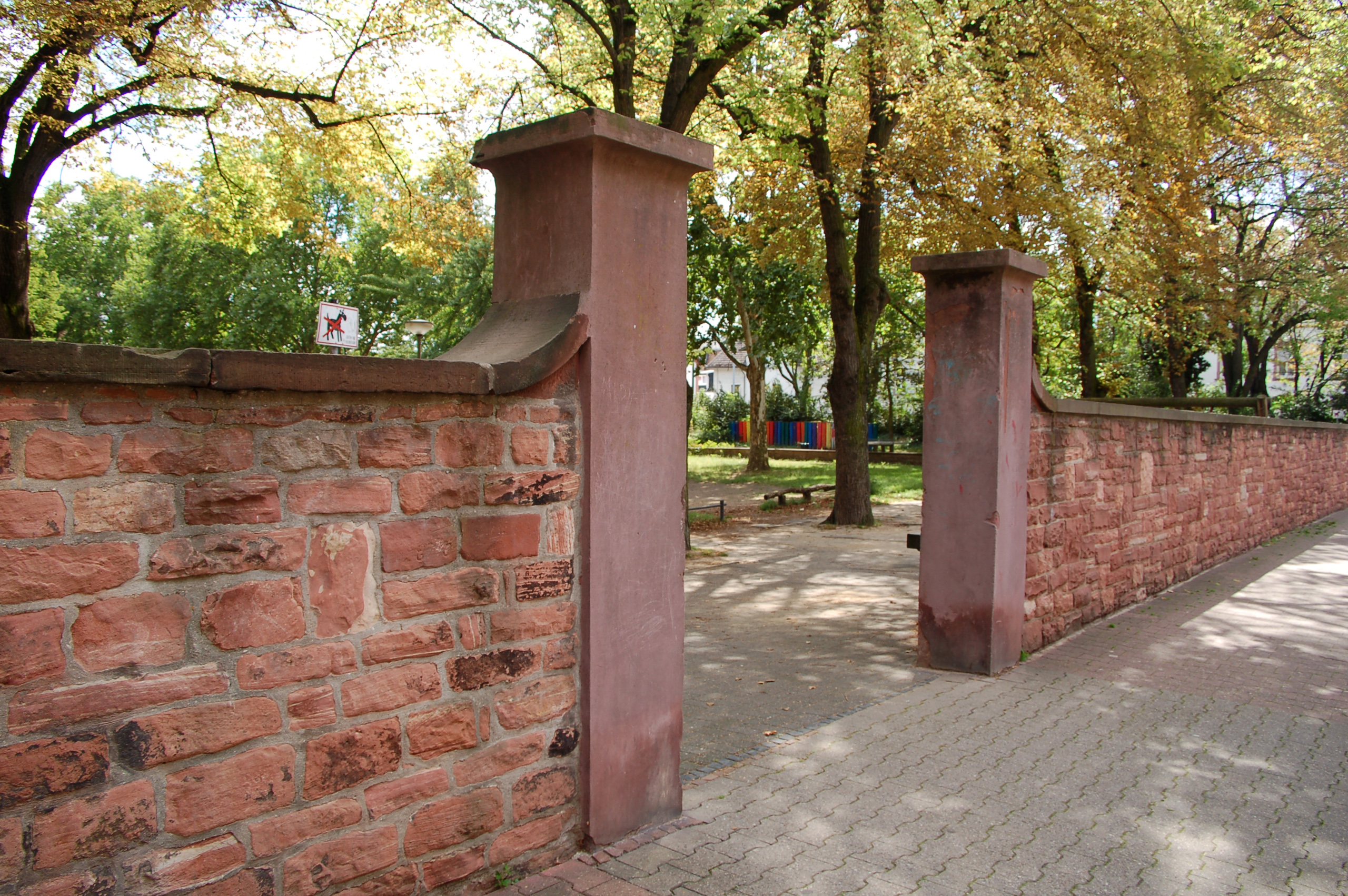
Umfassungsmauer des ehemaligen Luciusfriedhofs

1810 richtete die Stadt Höchst westlich des Untertores an der Straße nach Mainz einen neuen Friedhof im Bereich der heutigen Luciusstraße ein. Mit dem schnellen Wachstum der Stadt nach 1870 lag der Luciuskirchhof bald wieder innerhalb der Bebauung und wurde 1885 zugunsten einer Neuanlage im damals unbebauten Höchster Oberfeld an der Straße nach Sossenheim – der heutigen Kurmainzer Straße – aufgegeben. Die Friedhofsanlage wurde 1926 eingeebnet und in den Luciuspark umgestaltet. 1975/1976 ließ die Stadt auf dem Gelände die Paul-Ehrlich-Berufsschule erbauen. Ein Teil des Parks wurde zum Schulhof. Vom ehemaligen Friedhof existiert nur noch die Umfassungsmauer.

### Der alte Höchster Friedhof
Der Alte Höchster Friedhof (50° 6′ 35″ N, 8° 33′ 7″ O) liegt heute in der Sossenheimer Gemarkung wird amtlich Friedhof an der Kurmainzer Straße bezeichnet. Der Friedhof wurde 1885 eröffnet. Die 2,37 Hektar große Anlage diente bis zur Eröffnung des neuen Höchster Hauptfriedhofes 1924 als alleiniger Friedhof für Höchst. Er wird immer noch für Bestattungen von verstorbenen Höchster Einwohnern genutzt. Erhalten sind viele alte Grabmale aus dem 19. Jahrhundert und ein Kriegerdenkmal für Gefallene des Deutsch-Französischen Krieges.

### Der Höchster Hauptfriedhof

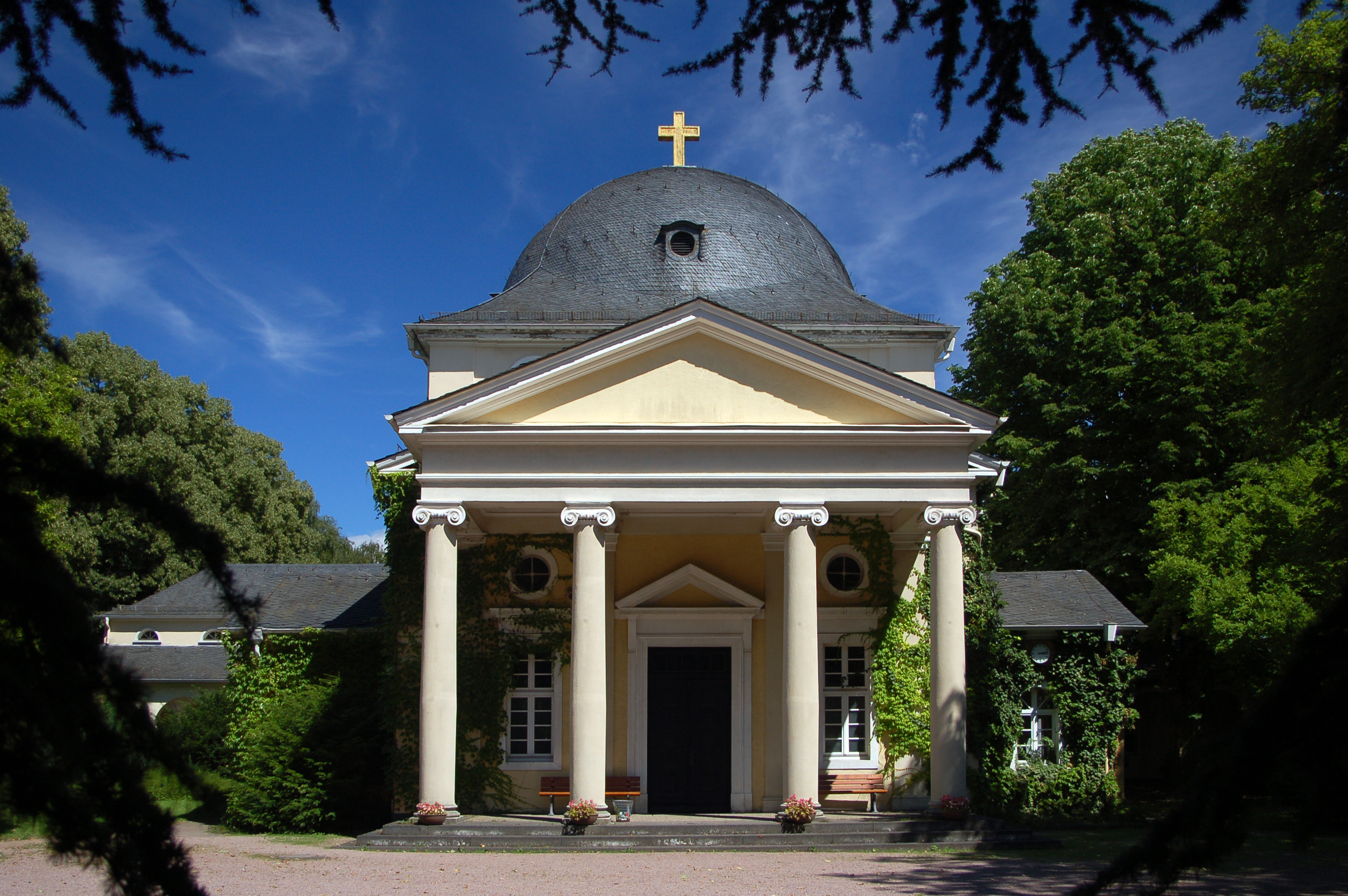
Trauerhalle des Friedhofs Höchst

Die Dörfer Unterliederbach, Zeilsheim und Sindlingen wurden 1917 nach Höchst eingemeindet. Nachdem Anfang der 1920er Jahre die alten Friedhöfe der Kernstadt Höchst und ihrer Stadtteile belegt waren, entschied sich die Stadt für den Bau eines neuen Zentralfriedhofs an der Sossenheimer Chaussee. Mit der Planung der Anlage wurde der Stadtbaumeister Paul Wempe betraut. Wempe konzipierte den Friedhof mit einer Fläche von 13 Hektar und einer Ausdehnung von 430 auf 615 Meter. Er gestaltete auch die Trauerhalle des Friedhofs. Wempes Amtskollege, der Vermessungsrat Carl Rohleder, ließ in seinen Bebauungsplänen für das Höchster Oberfeld zeitgleich die Windthorststraße anlegen, die schnurgerade auf das Friedhofsportal zuläuft und sich in dessen Hauptachse bis in die Mitte des Friedhofs fortsetzt.

## Grabstätten bekannter Persönlichkeiten auf den Höchster Friedhöfen
- Tristan Brübach, Mordopfer, Friedhof Höchst
- Rosemarie Fendel Schauspielerin, Synchron- und Hörspielsprecherin, Friedhof Höchst
- Chlodwig Poth, Satiriker, Zeichner, Karikaturist und Comiczeichner, Friedhof Höchst
- Günter Sare, Friedhof Höchst
- Hermann Schmitt-Vockenhausen, Politiker, Friedhof Höchst
- Friedrich Stolz, Chemiker, Friedhof Höchst
- Anton Schindling, Historiker, Friedhof Kurmainzer Straße